# Edwin N. Hubbell
Edwin Nelson Hubbell (13 tháng 8 năm 1815 - 5 tháng 2 năm 1897) là một chính trị gia người Mỹ ở New York và Michigan, đã từng phục vụ một nhiệm kỳ tại Hạ viện Hoa Kỳ.